# Amblyocarenum obscurum
Espèce
Synonymes
- Cyrtauchenius obscurus Ausserer, 1871

Amblyocarenum obscurum est une espèce d'araignées mygalomorphes de la famille des Nemesiidae.

## Distribution
Cette espèce est endémique de Sicile en Italie.

## Description
La femelle mesure 21 mm

## Publication originale
- Ausserer, 1871 : Beiträge zur Kenntniss der Arachniden-Familie der Territelariae Thorell (Mygalidae Autor). Verhandllungen der Kaiserlich-Kongiglichen Zoologish-Botanischen Gesellschaft in Wien, vol. 21, p. 117-224 (texte intégral).